# Jacob Adriaan du Tour
Jacob Adriaan, baron du Tour van Warmenhuisen, né le 11 août 1734 à La Haye et mort le 25 octobre 1780 à La Haye, est un homme politique néerlandais. 

## Biographie
Jacob Adriaan du Tour est le fils de Joost Philip (Justin Philippe) du Tour et d'Elisabeth van Assendelft (fille de Paulus van Assendelft, bourgmestre de La Haye). 
Il épouse Anna Catharina Rumph, dame de Warmenhuizen. Veuve d'Hans Willem van Aylva, elle est la mère d'Hans Willem van Aylva (1751-1827), que Jacob Adriaan du Tour adopte. Leur fille, Anna Catharina Elisabeth du Tour, épouse Anne Willem Carel van Nagell.

## Mandats et fonctions
- Grietman de het Bildt :  1763-1780
- Membre des États généraux des Provinces-Unies : 1763-1776